# Bisalahalli, Channarayapatna
Bisalahalli là một làng thuộc tehsil Channarayapatna, huyện Hassan, bang Karnataka, Ấn Độ.